# Sordariomycetes
Sordariomycetes es una clase de hongos de la subdivisión Pezizomycotina de la división de los ascomicetos. Consta de 28 órdenes, 90 familias, y 1344 géneros. Esta clase se caracteriza por producir sus ascas en cuerpos fructíferos periteciales. También incluye muchos mohos comunes que suelen crecer en las paredes.
Esta clase también es conocida como Pyrenomycetes, ya que suelen aparecer en bosques que han sido arrasados por el fuego.
Esta clase presenta una gran variabilidad morfológica, formas de crecimiento y hábitos. Entre estos hábitos pueden destacarse el crecimiento en suelos, paredes, árboles, estiércol y como descomponedores de excrementos y materia vegetal muerta, así como también parásitos de hongos, y patógenos de animales y plantas (Spatafora and Blackwell 1993; Neuveglise et al. 1994; Berbee and Taylor 1992).

## Órdenes y subclases

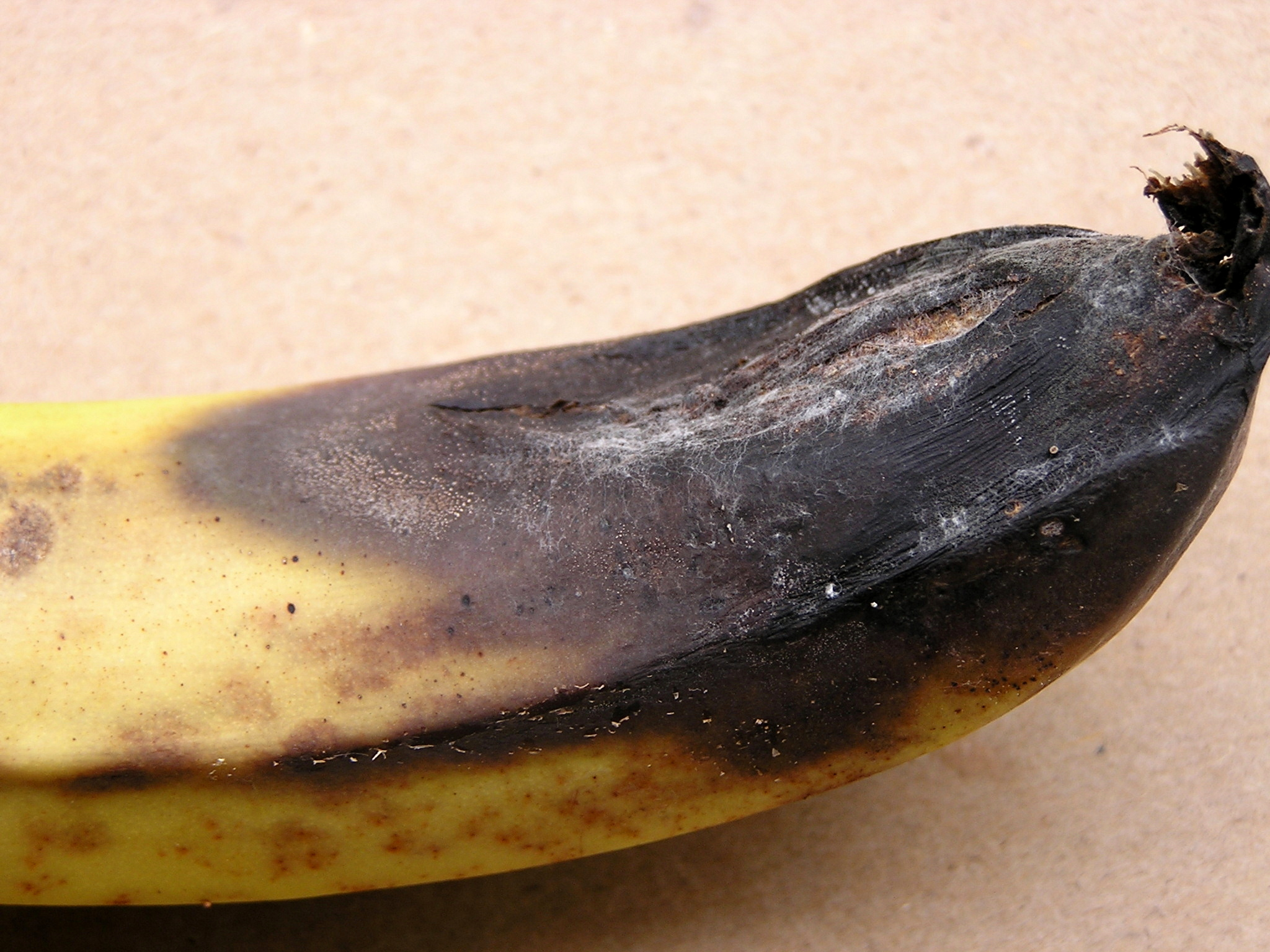
Colletotrichum creciendo sobre una banana.

- Hypocreomycetidae
  - Coronophorales
  - Glomerellales
  - Hypocreales
  - Melanosporales
  - Microascales
- Sordariomycetidae
  - Boliniales
  - Calosphaeriales
  - Chaetosphaeriales
  - Coniochaetales
  - Diaporthales
  - Magnaporthales
  - Ophiostomatales
  - Sordariales
- Xylariomycetidae
  - Xylariales
- Incertae sedis
  - Lulworthiales
  - Meliolales
  - Phyllachorales
  - Trichosphaeriales

## Génerosincertae sedis
Estos 108 géneros dentro de los Sordariomycetes tienen una ubicación taxonómica incierta (incertae sedis), según el Esquema de 2007 de Ascomycota. Un signo de interrogación que precede al nombre del género significa que la ubicación de ese género dentro de este orden es incierta.
- Abyssomyces
- Acerbiella
- Acrospermoides
- Ameromassaria
- Amphisphaerellula
- Amphisphaerina
- Amphorulopsis
- Amylis
- Anthostomaria
- Anthostomellina
- Apharia
- Apodothina
- Apogaeumannomyces
- Aquadulciospora
- Aquamarina
- Aropsiclus
- Ascorhiza
- Ascoyunnania
- Assoa
- Aulospora
- Azbukinia
- Bactrosphaeria
- Barrina
- Biporispora
- Bombardiastrum
- Brenesiella
- Byrsomyces
- Byssotheciella
- Caleutypa
- Calosphaeriopsis
- Caproniella
- Chaetoamphisphaeria
- Ciliofusospora
- Clypeoceriospora
- Clypeosphaerulina
- Cryptoascus
- Cryptomycina
- Cryptovalsa
- Cucurbitopsis
- Curvatispora
- Dasysphaeria
- Delpinoëlla
- Diacrochordon
- Dontuzia
- Dryosphaera
- Endoxylina
- Esfandiariomyces
- Frondisphaera
- Glabrotheca
- Heliastrum
- Hyaloderma
- Hydronectria
- Hypotrachynicola
- Immersisphaeria
- Iraniella
- Khuskia
- Konenia
- Kravtzevia
- Kurssanovia
- Lecythium
- Leptosacca
- Leptosphaerella
- Leptosporina
- Lyonella
- Mangrovispora
- Melomastia
- Microcyclephaeria
- Mirannulata
- Monosporascus
- Myrmecridium
- ?Naumovela
- ? Neocryptospora
- Neolamya
- Neothyridaria
- Oceanitis
- Ophiomassaria
- Ornatispora
- Pareutypella
- Phomatospora
- Phyllocelis
- Plectosphaerella
- Pleocryptospora
- Pleosphaeria
- Pontogeneia
- Porodiscus
- Protocucurbitaria
- Pulvinaria
- Pumilus
- Rehmiomycella
- Rhamphosphaeria
- Rhizophila
- Rimaconus
- Rhopographella
- Rhynchosphaeria
- Rivulicola
- Romellina
- Saccardoëlla
- Sarcopyrenia
- Sartorya
- Scharifia
- Scoliocarpon
- Scotiosphaeria
- Servaziella
- Sporoctomorpha
- Stearophora
- Stegophorella
- Stellosetifera
- Stomatogenella
- Strickeria
- Sungaiicola
- Synsphaeria
- Tamsiniella
- Thelidiella
- Thyridella
- Thyrotheca
- Trichospermella
- Trichosphaeropsis
- Vleugelia
- Zignoina

## Familiasincertae sedis
Estas son familias en los Sordariomycetes cuyas afinidades taxonómicas no son lo suficientemente conocidas como para colocarlas en cualquier orden.
- Annulatascaceae
- Apiosporaceae
- Batistiaceae
- Jobiellaceae
- Kathistaceae
- Magnaporthaceae
- Obryzaceae
- Papulosaceae
- Plectosphaerellaceae
- Thyridiaceae
- Vialaeaceae